# Charles Giraud
Pour les articles homonymes, voir Giraud.
Charles Joseph Barthélémy Giraud, né le 20 février 1802 à Pernes-les-Fontaines mort le 13 juillet 1881 à Paris, est un juriste et homme politique français, membre de l'Académie des sciences morales et politiques et doyen de la faculté de droit de Paris.
C'est un ami intime de Thiers et de François Mignet, ainsi que de Prosper Mérimée. 

## Biographie

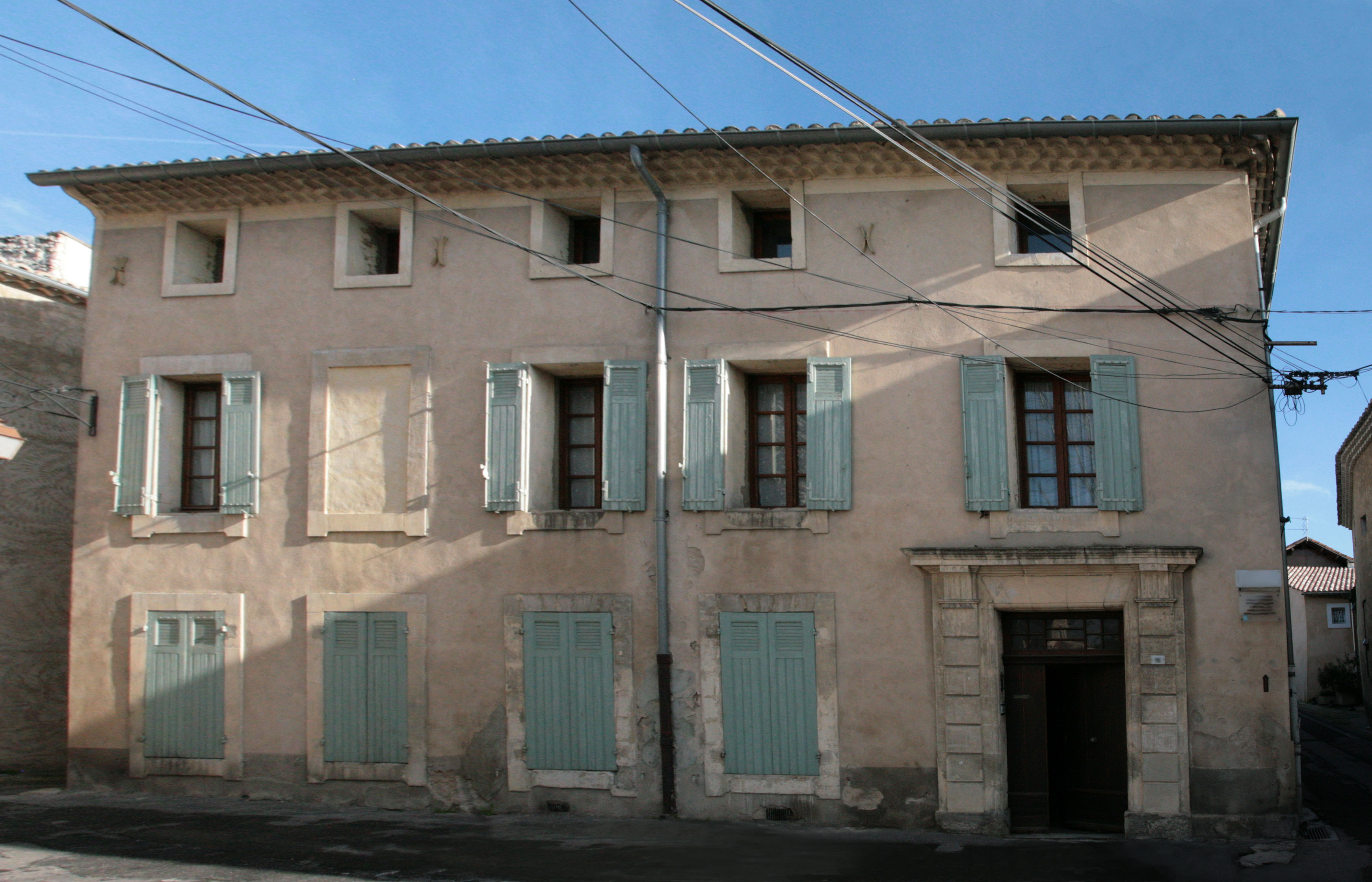
Maison natale de Charles et Louis Giraud.

Docteur en droit en 1828, il est nommé professeur à la faculté de droit d'Aix-en-Provence en 1830. Président de l'Académie d'Aix-en-Provence. En 1835, il plaide et gagne un procès qui confirme que la bibliothèque Méjanes, à Aix en Provence, est bien propriété de l'État. Membre de l'académie des sciences morales et politiques en 1842, il part pour Paris.
Le 27 décembre 1842, Villemain, ministre de l’instruction publique, le délègue provisoirement dans les fonctions d’Inspecteur général des écoles de droit et le titularisa dans ce poste le 2 octobre 1844. En 1846, Charles Giraud est remplacé dans ses fonctions d’Inspecteur général des écoles de droit et nommé au Conseil supérieur de l'Instruction publique. Il défend les positions de Louis-Philippe et de Guizot dans son ouvrage sur le traité d'Utrecht. Le 18 février 1848, il est nommé vice-recteur de l’académie de Paris, dix jours plus tard la révolution éclate et il donne sa démission. Membre de la section permanente du Conseil supérieur de l’Instruction publique en 1850, il est nommé deux fois ministre de l'Instruction publique et des Cultes en 1851 : une première fois du 24 janvier au 10 avril 1851, pendant les épreuves de force entre le président de la République Louis-Napoléon Bonaparte et la majorité conservatrice de l'Assemblée législative ; doit suspendre le cours de Michelet au Collège de France. Une seconde fois du 26 octobre au 3 décembre. Le 22 février 1851, il fait voter la loi (peu appliquée) sur les contrats d’apprentissage fixant l’âge d’accès au travail à 12 ans. Nommé conseiller d’État le 26 janvier 1852, il est destitué peu de temps après, ayant pris une position contraire à celle de Napoléon III ("affaire des biens de la famille d'Orléans"). Inspecteur général pour l’enseignement supérieur des lettres (1852) puis du droit (1861), il occupe conjointement la chaire de droit romain à la faculté de Paris (1852) et celle de droit des gens (1865). Grand officier de la Légion d’honneur en 1866. Epigraphe et jurisconsulte, éditeur, il laisse derrière lui plus de 200 publications dans des disciplines variées, droit romain, histoire du droit, biographies, Revue des Deux Mondes ; Directeur du Journal des Savants. Il fréquenta également de nombreux salons dès son arrivée à Paris (1842), dont celui de la princesse Mathilde, où il croise souvent Flaubert, Sainte-Beuve, Renan et les frères Goncourt (voir leur Journal). 
Bibliographie : cf. son gendre Eugène de Rozière.
Biographies : 1924 : Joseph Cabassol ; 2015 : Pierre Nalin (membres Académie d'Aix en Provence).
Son fils Joseph Giraud (1833-1916) fut nommé secrétaire général de la Banque de France, et son petit-fils Hubert Giraud (1865-1934) fut armateur, directeur et administrateur de sociétés, à deux reprises Président de la Chambre de commerce de Marseille (1920-1924) et député (1919-1924) ; également articles Revue des Deux Mondes.